# Joël Tiéhi
Joël Tiéhi (Abidjã, 12 de junho de 1964) é um ex-futebolista profissional marfinense que atuava como atacante.

## Carreira
Joël Tiéhi se profissionalizou no Stade Abidjan.

## Seleção
Joël Tiéhi integrou a Seleção Marfinense de Futebol na Copa das Nações Africanas de 1992, campeã do torneio no Senegal.

## Títulos
Costa do Marfim
- Copa das Nações Africanas: 1992